# Oberwolfertsweiler
Oberwolfertsweiler ist ein Weiler, der zur Ortschaft Langnau und damit zur baden-württembergischen Stadt Tettnang im Bodenseekreis gehört.

## Lage
Der Weiler Oberwolfertsweiler liegt rund 7½ Kilometer südöstlich der Tettnanger Stadtmitte, auf einer Höhe von 491 m ü. NHN, südlich von Langnau und nördlich des Degersees.

## Glaubensweg

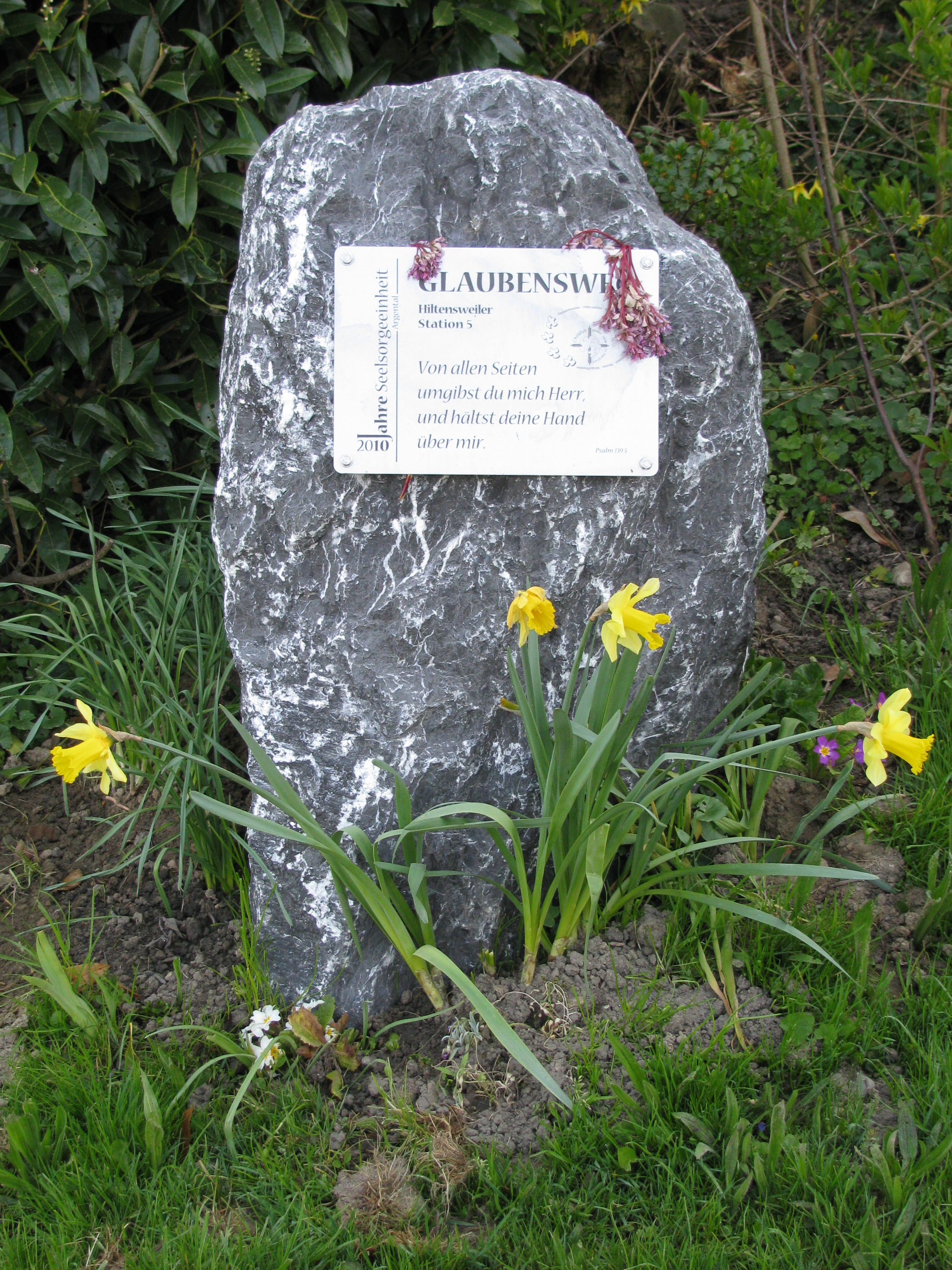
Stein am Glaubensweg

Die Seelsorgeeinheit Argental, ein Zusammenschluss der katholischen Pfarreien Goppertsweiler, Hiltensweiler, Krumbach, Laimnau, Neukirch, Obereisenbach, Tannau und Wildpoltsweiler, hat zu ihrem zehnjährigen Bestehen 2010 in den jeweiligen Orten einen Glaubensweg angelegt.
An fünf Stationen sind in Hiltensweiler und den umliegenden Weilern große Natursteine aufgestellt. An jedem dieser Steine ist eine Tafel mit dem Logo der Seelsorgeeinheit und einem Spruch oder Vers angebracht.
An der fünften Station in Oberwolfertsweiler lautet dieser: „Von allen Seiten umgibst du mich Herr, und hältst deine Hand über mir.“ (Psalm 139, 5)

## Verkehr
Oberwolfertsweiler ist durch die Linie 235 (Kressbronn-Hiltensweiler) des Bodensee-Oberschwaben Verkehrsverbunds (bodo) in das öffentliche Nahverkehrsnetz eingebunden.
Durch Oberwolfertsweiler verlaufen mehrere von der Stadt Tettnang ausgeschilderte Wanderwege sowie die erste Etappe des Jubiläumswegs Bodenseekreis. Sie führt vom Kressbronner Bahnhof nach Neukirch.